# Le Mystère du hareng saur
Le Mystère du hareng saur (titre original : One of Our Thursdays Is Missing) est un roman policier mêlant fantastique et science-fiction de l'auteur britannique Jasper Fforde, paru en 2011. C'est le sixième tome des aventures de Thursday Next.
La traduction française est publiée à Paris en 2013.

## Résumé
Cet épisode ne suit pas les aventures de la véritable Thursday Next, mais celles de la Thursday de fiction. Cette dernière devra empêcher un conflit entre le roman féministe et le roman grivois, tout en découvrant ce qui est arrivé à son homonyme du monde réel...